# Spilosoma morio
Spilosoma morio är en fjärilsart som beskrevs av Franz Paula von Schrank 1801. Spilosoma morio ingår i släktet Spilosoma och familjen björnspinnare. Inga underarter finns listade i Catalogue of Life.